# Хмара Пилип Панасович
Пили́п Пана́сович Хма́ра (1891, с. Цвітна, Чигиринського повіту (нині Олександрівського району Кіровоградщини) — 1921) — військовий діяч часів УНР, Отаман Чорного лісу.

## Біографічні відомості
Хмара Пилип Панасович народився 1891 року в селищі Цвітна, Чигиринського повіту Херсонської губернії. Ріс сиротою, утримуючи менших братів та сестер.
За часів Першої світової війни — кіннотник, повний кавалер чотирьох Георгіївських хрестів, унтер-офіцер.
У 1918 році на батьківщині створив загін самооборони, що швидко переріс у полк.
На осінь 1920 року чорноліський полк Хмари налічував вже до трьох тисяч козаків і старшин. Отаман мав печатку з гербом УНР і свою «валюту».
Збройне формування чорноліського отамана контролювало не лише населені пункти Чигиринщини, а й Олександрійський повіт, та «гуляло» у далекому Звенигородському.
3 вересня 1920, спільно зі Степовою дивізією Костя Блакитного, на чолі тисячі гайдамаків вибив з Олександрії регулярні частини Червоної армії.
У січні 1921 р. в с. Цвітній на з'їзді отаманів Чигиринщини був призначений командиром 2-го Холодноярського кінного полку.
У серпні 1921 року під тиском більшовиків залишив с. Цвітна та вирушив зі своїм загоном у ліси.
Загинув у битві з підрозділами ЧК.

## Вшанування пам'яті
На честь отамана Пилипа Хмари було названо вулицю у місті Кропивницький.
У місті Звенигородка провулок Макаренка перейменували на провулок Пилипа Хмари.
У 2006 році в селі Цвітному земляками Пилипа Хмари на місці, де знаходилася хата отамана, встановлено гранітний пам’ятний знак з табличкою: «На цій землі родився і проживав отаман Чорноліського полку Пилип Панасович Хмара. Слава отаманові та його славним козакам, які боронили Україну».